# Literaturjahr 1862
Liste der Literaturjahre

◄◄ | ◄ | 1858 | 1859 | 1860 | 1861 | Literaturjahr 1862 | 1863 | 1864 | 1865 | 1866 | ► | ►►

Weitere Ereignisse

## Ereignisse

### Prosa

#### Deutschsprachige Literatur

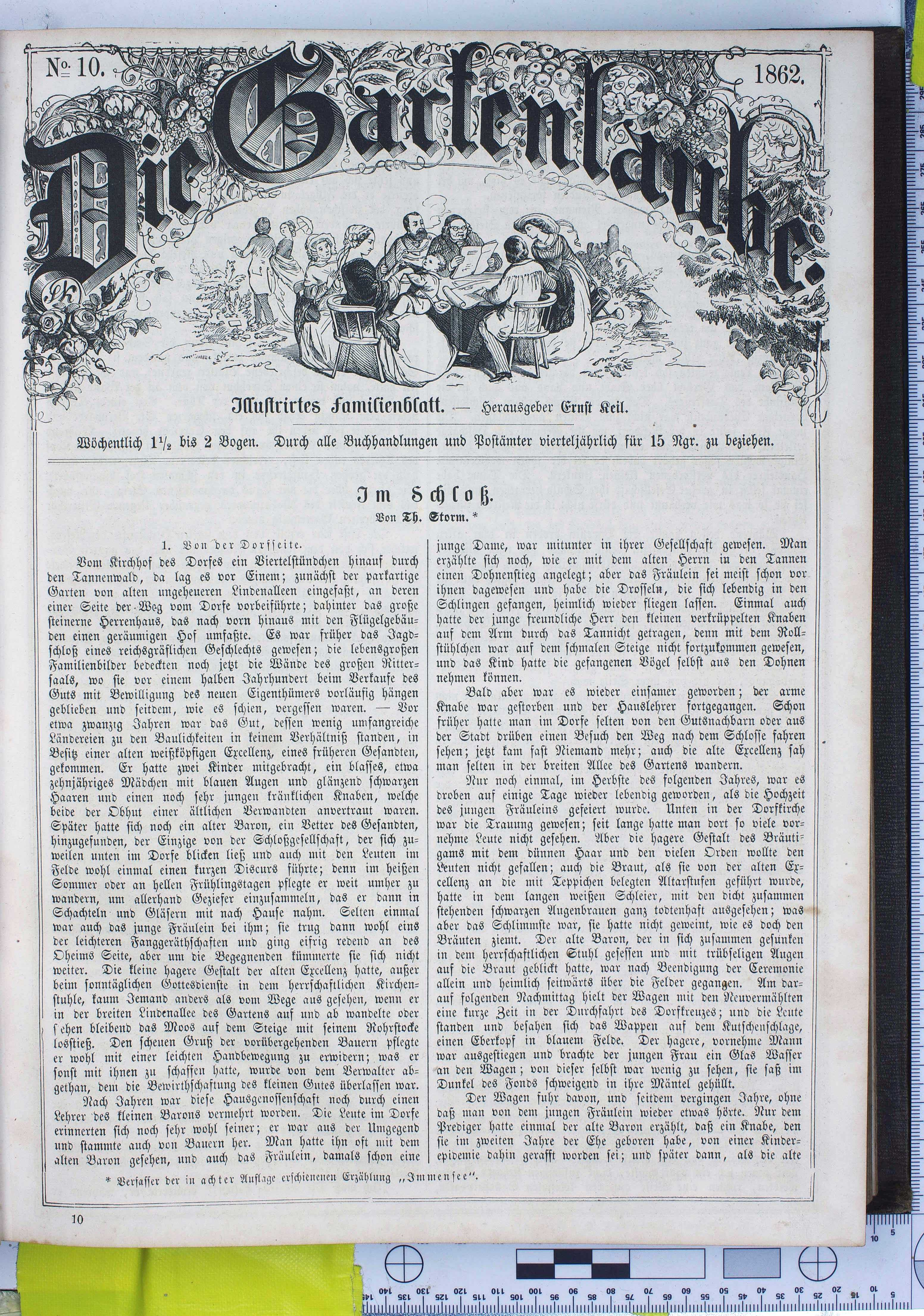
Im Schloß, in Die Gartenlaube, 1862

- März: Die Novelle Im Schloß von Theodor Storm wird in den Ausgaben 10 bis 12 der Zeitschrift Die Gartenlaube erstmals gedruckt. In der politisch und sozial bekenntnishaften und religionskritischen Erzählung tritt Storm für die Aufhebung der Standesunterschiede ein.
- September: Wilhelm Raabe verfasst die Erzählung Eine Grabrede aus dem Jahre 1609, die im selben Jahr in W. O. von Horns Monatsschrift Die Maje bei Julius Niedner in Wiesbaden veröffentlicht wird.

- Der autobiographische Roman Olle Kamellen, zweiter Teil - Ut mine Festungstid von Fritz Reuter erscheint, in dem er seine Zeit in Festungshaft in den dreißiger Jahren aufarbeitet. Im gleichen Jahr erscheint auch Ut mine Stromtid über seine Zeit als Volontär.
- Wilhelm Raabe veröffentlicht Unseres Herrgotts Kanzlei und Das letzte Recht.
- Friedrich Gerstäcker veröffentlicht den nach seiner Südamerikareise 1860/1861 entstandenen Reisebericht Achtzehn Monate in Süd-Amerika und das Werk Heimliche und unheimliche Geschichten.

#### Englischsprachige Literatur
- 4. Juli: Auf einer Bootsfahrt auf der Themse erzählt Charles Lutwidge Dodgson den Schwestern Alice, Edith und Lorina Liddell eine Geschichte, die später unter dem Namen Alice im Wunderland Weltruhm erlangen wird.
- August: Der britische Theologe und Schriftsteller Charles Kingsley beginnt mit der Veröffentlichung seiner Kindergeschichte The Water-Babies: A Fairy Tale for a Land-Baby in Fortsetzungen im Macmillan's Magazine.

- Die Britin Mary Elizabeth Braddon veröffentlicht ihren bekanntesten Roman Lady Audley's Secret.

#### Französischsprachige Literatur

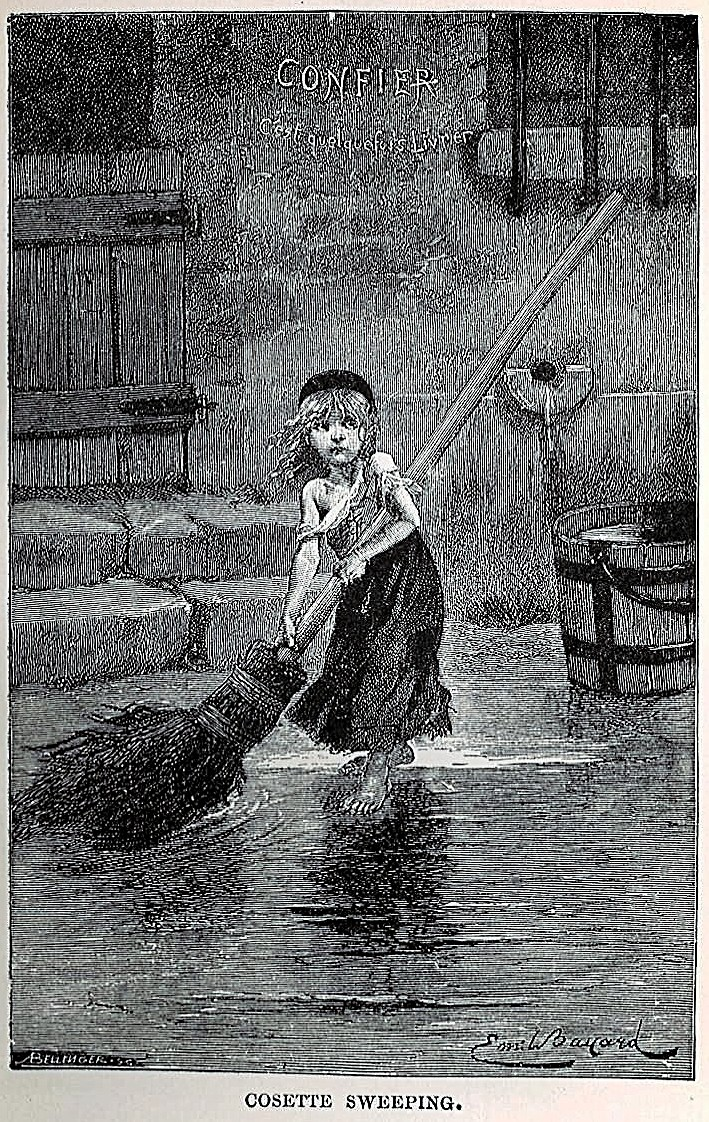
Darstellung der „Cosette“ von Émile Bayard, aus der Originalausgabe von Les Misérables

- 3. April/15. Mai: Victor Hugo veröffentlicht den Monumentalroman Les Misérables in fünf Bänden. Die Kritik ist gespalten, doch das Werk wird ein finanzieller Erfolg.

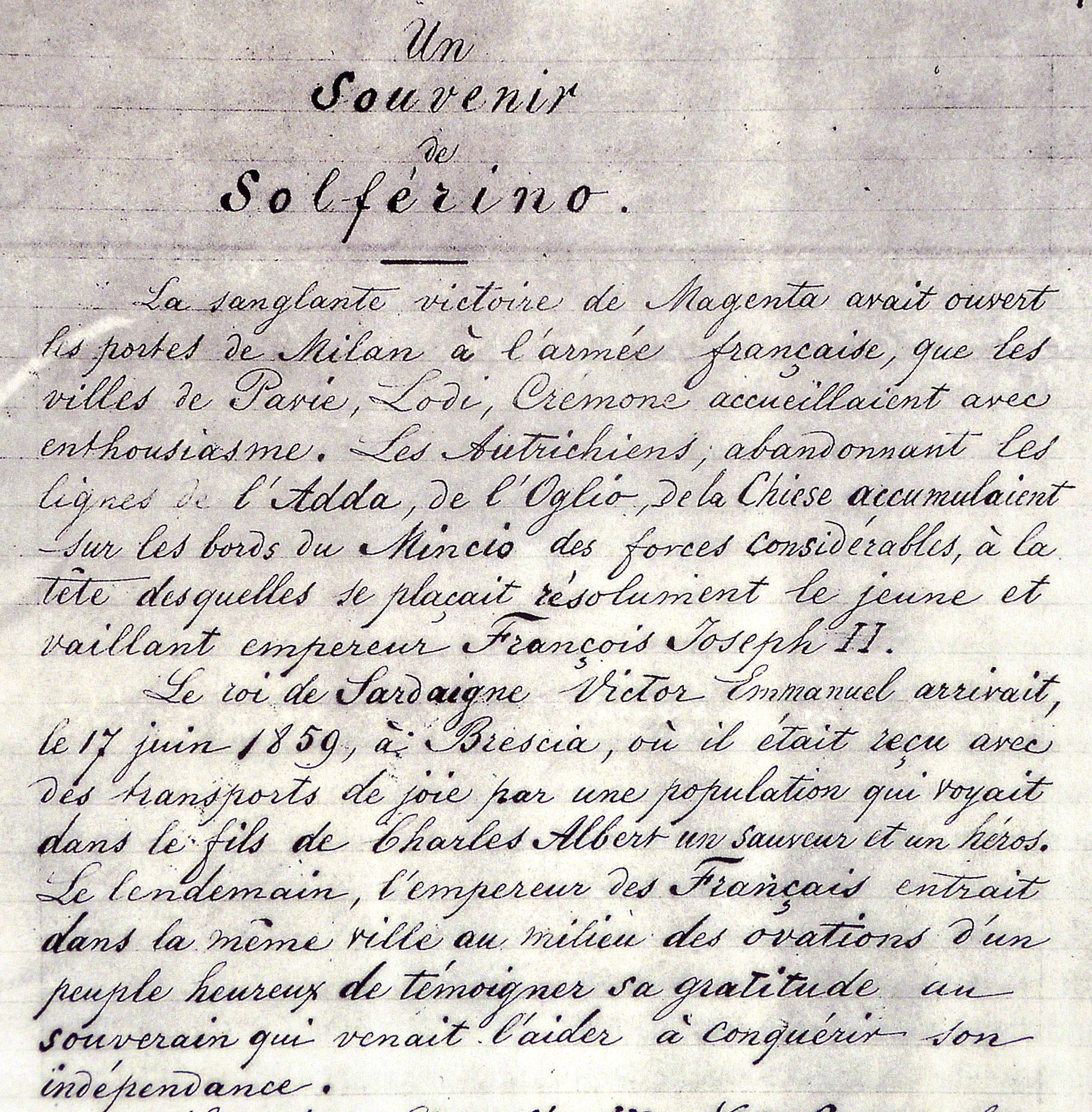
Die erste Seite

- Der Schweizer Humanist Henri Dunant veröffentlicht auf eigene Kosten in französischer Sprache das Werk Eine Erinnerung an Solferino (Un souvenir de Solférino) und sendet es an führende Persönlichkeiten aus Politik und Militär. Innerhalb weniger Jahre wird es in elf Sprachen übersetzt.

Durch den Autor Alfred de Bréhat lernt der angehende französische Schriftsteller Jules Verne im Herbst den Verleger Pierre-Jules Hetzel kennen und legt ihm zwei seiner Manuskripte vor. Den 1859/60 geschriebenen Entwurf zu Reise mit Hindernissen nach England und Schottland lehnt Hetzel ab. Für das im Lauf des Jahres 1862 entstandene zweite Manuskript Un Voyage en l'air verlangt Hetzel einige Änderungen.
Ende des Jahres erscheint der Roman Salambo von Gustave Flaubert. Das Werk, das historische Begebenheiten mit fiktiven Charakteren verbindet, schildert den nach der Niederlage Karthagos im Ersten Punischen Krieg ausgebrochenen Söldneraufstand. Der Stoff beeindruckt das zeitgenössische Publikum und inspiriert unter anderem Modest Mussorgski zum Verfassen einer gleichnamigen Oper, die allerdings nie fertiggestellt wird.

#### Russischsprachige Literatur
- Von Januar bis Ende des Jahres erscheinen in der von ihm und seinem Bruder Michail seit dem Vorjahr herausgegebenen Zeitschrift Wremja die letzten Teile von Fjodor Michailowitsch Dostojewskis Prosaarbeit Aufzeichnungen aus einem Totenhaus sowie die Erzählung Eine dumme Geschichte. Wremja ist beim Publikum so erfolgreich, dass Dostojewski im Sommer eine ausgedehnte Reise durch Europa unternehmen kann.

- Von Alexei Konstantinowitsch Tolstoi erscheint der historische Roman Iwan der Schreckliche (Князь Серебряный).

- Der Roman Väter und Söhne (Отцы и дети) von Iwan Sergejewitsch Turgenew wird veröffentlicht.

### Lyrik

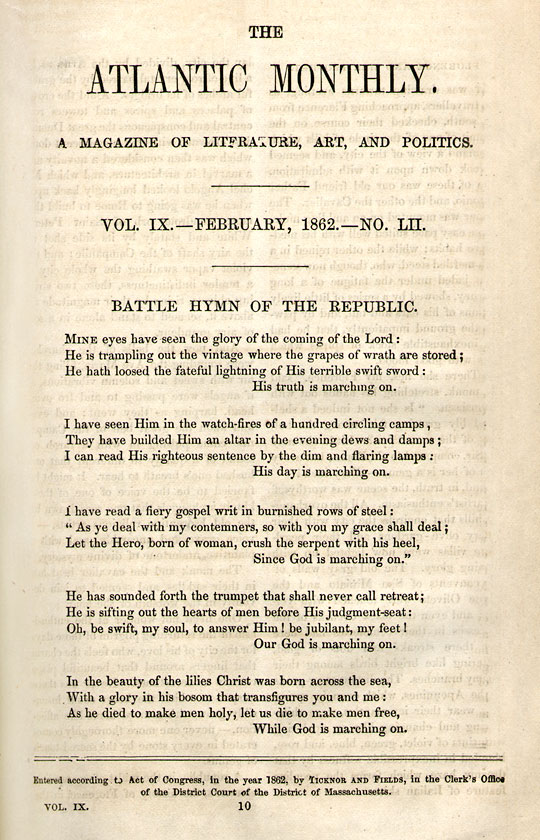
Februar-Ausgabe 1862 von The Atlantic Monthly

- 11. Februar: In The Atlantic Monthly veröffentlicht Julia Ward Howe das Gedicht The Battle Hymn of the Republic, die sie nach dem Besuch eines Feldlagers der Truppen der Nordstaaten als neue Verse zum populären abolitionistischen Marsch John Brown’s Body geschrieben hat.
- Herbst: Pawlo Tschubynskyj verfasst das Gedicht Schtsche ne wmerla Ukrajina (Noch ist die Ukraine nicht gestorben), heute Text der ukrainischen Nationalhymne. Schon am 20. November wird er dafür unter Polizeiaufsicht nach Archangelsk übersiedelt.

### Drama

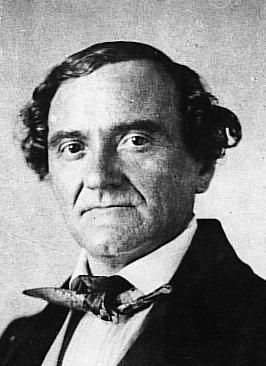
Johann Nepomuk Nestroy

- 7. Januar: Frühere Verhältnisse, eine Posse mit Gesang in einem Akt von Johann Nepomuk Nestroy mit der Musik von Anton M. Storch, wird am Wiener Quai-Theater uraufgeführt.
- 1. Februar: Die Uraufführung der „indianischen Faschingsburleske“ Häuptling Abendwind oder Das gräuliche Festmahl von Johann Nestroy mit Musik von Jacques Offenbach findet am Quai-Theater in Wien statt. Es ist das letzte von Nestroy verfasste Stück; am 25. Mai stirbt er im Alter von 60 Jahren in Graz. Seine letzte Rolle ist die Paraderolle des Knieriem in Der böse Geist Lumpazivagabundus.
- 19. April: Das von Gabriel Davioud im Auftrag des Barons Georges-Eugène Haussmann an der Place du Châtelet erbaute Théâtre du Châtelet in Paris wird in Anwesenheit der Kaiserin Eugénie mit einer Aufführung von Rothomago von Adolphe d’Ennery, Louis François Clairville und Henri Monnier eröffnet. Im gleichen Jahr wird auch das am gleichen Platz gegenüberliegende, ebenfalls von Davioud erbaute Théâtre de la Ville eröffnet.
- 2. August: Datterich, eine Darmstätter Lokalposse in hessischer Mundart von Ernst Elias Niebergall, wird fast 20 Jahre nach dem Tod des Autors in Bessingen uraufgeführt.
- 31. Dezember: Die Komödie der Liebe von Henrik Ibsen wird veröffentlicht.

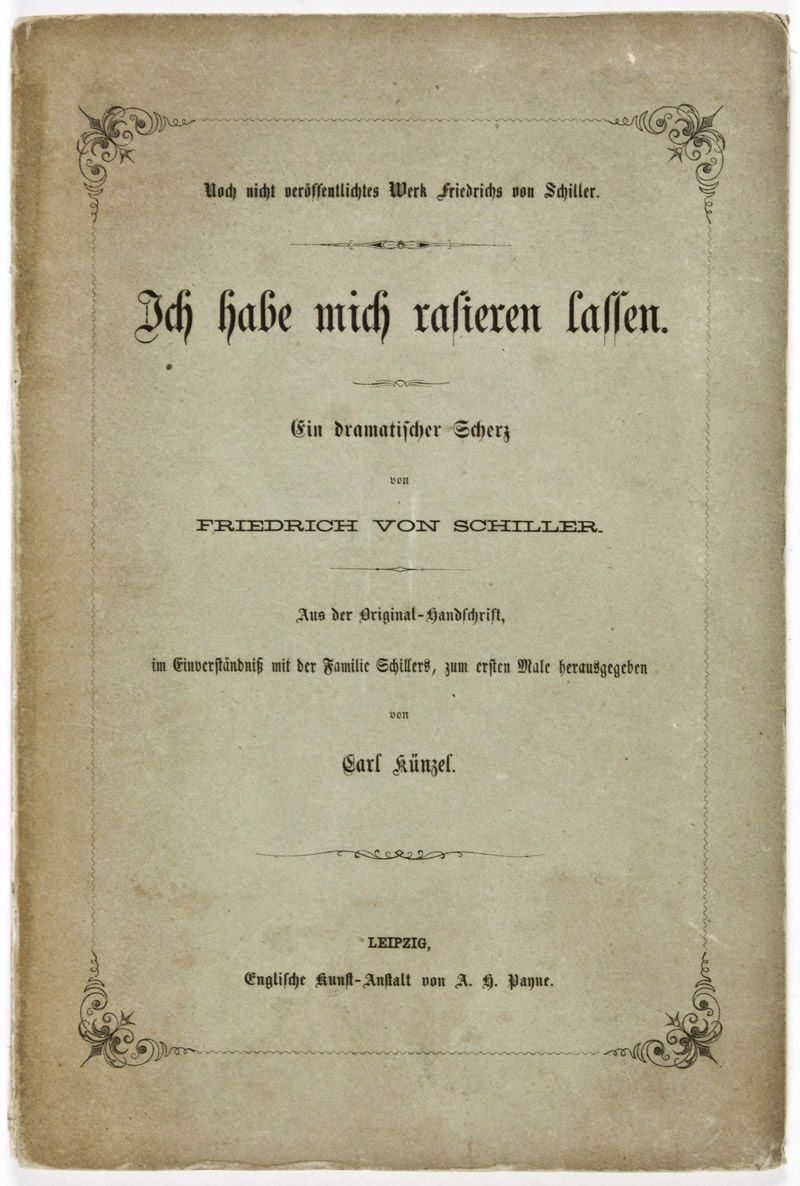
Titelblatt von: Ich habe mich rasieren lassen (1862)

- Unter dem Titel Ich habe mich rasieren lassen bringt Carl Künzel die einzige Komödie Friedrich Schillers heraus. Diese ist zu Lebzeiten des Autors nicht veröffentlicht worden.
- Friedrich Theodor Vischer verfasst das satirische Theaterstück Faust. Der Tragödie dritter Teil.
- Der französische Dramatiker Henri Meilhac verfasst das Stück Les moulins à vent.

### Periodika
- Julius Stettenheim gründet in Hamburg die Satirezeitschrift Hamburger Wespen.
- Ernst Keil wird an Stelle von Ferdinand Stolle Herausgeber von Die Gartenlaube.
- Ernst Rauscher wird als Nachfolger von Simon Martin Mayer Chefredakteur der Zeitschrift Carinthia.

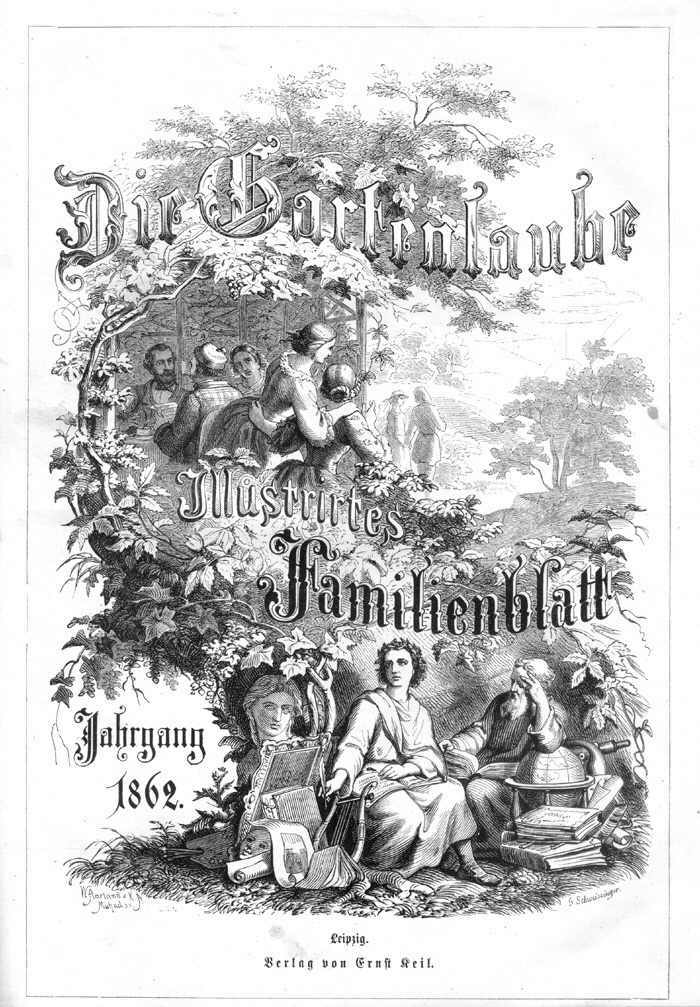
Die Gartenlaube 1862
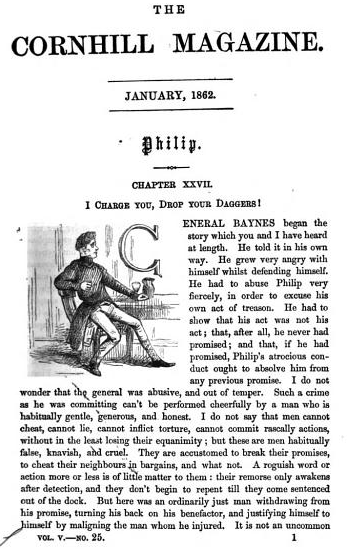
Cornhill Magazine, Januar 1862

### Wissenschaftliche Literatur

#### Geschichte
- Der britische Historiker Charles Merivale veröffentlicht den siebenten und letzten Band seines Hauptwerks A History of the Romans under the Empire.
- Juana Manso de Noronha gibt für den Geschichtsunterricht in Argentinien ein Compendio de las Provincias Unidas del Río de la Plata heraus, das erste Kompendium der argentinischen Geschichte.
- Der Geschichtsschreiber Hermann Meynert veröffentlicht das historische Werk Kaiser Joseph II.

#### Linguistik

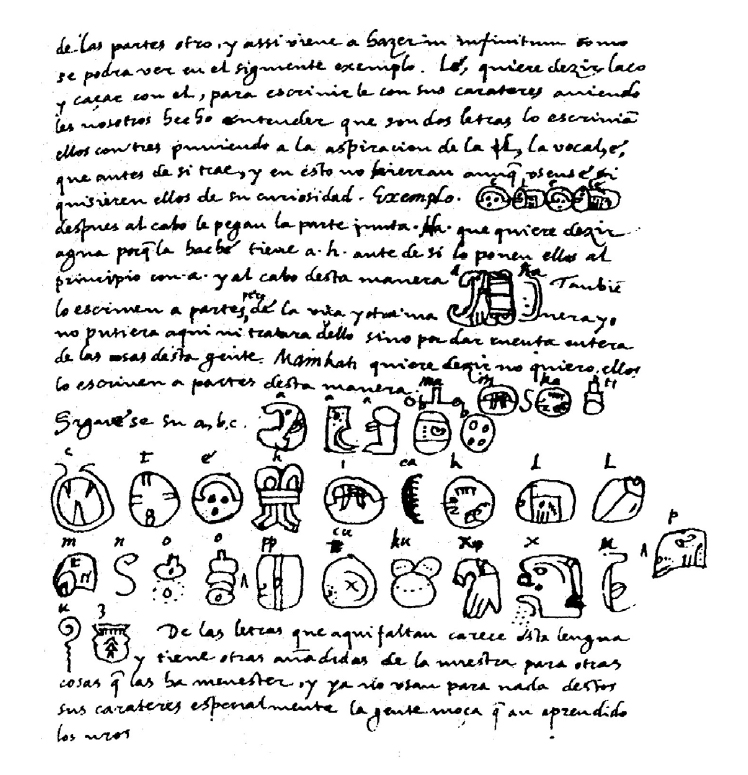
Das Landa-Alphabet

- Diego de Landas Rechtfertigungsschrift Relación de las cosas de Yucatán zur Vernichtung der Maya-Codices aus dem Jahr 1566 wird von Charles Étienne Brasseur de Bourbourg in Madrid wiederentdeckt. Das darin enthaltene sogenannte Landa-Alphabet spielt bei der Entzifferung der Maya-Schrift rund 100 Jahre später eine entscheidende Rolle.
- Charles Étienne Brasseur de Bourbourg veröffentlicht eine Grammatik der Quiché-Sprache, einer Maya-Sprache in Guatemala.

#### Musikwissenschaft
- Ludwig von Köchel veröffentlicht ein Werkverzeichnis der Kompositionen von Wolfgang Amadeus Mozart. Die erste Auflage des später als Köchelverzeichnis bekannten Werks trägt den Titel Chronologisch-thematisches Verzeichnis sämtlicher Tonwerke Wolfgang Amade Mozarts. Nebst Angabe der verloren gegangenen, angefangenen, übertragenen, zweifelhaften und unterschobenen Compositionen desselben.

#### Naturwissenschaftliche Werke
- 10. November: Inspiriert von Charles Darwins Buch Über die Entstehung der Arten beginnt der britische Biologe Thomas Henry Huxley am Geologischen Museum in der Londoner Jermyn Street seine sechsteilige Vortragsreihe Über unsere Kenntnis von den Ursachen der Erscheinungen in der organischen Natur. Die Vorlesungen werden mit Erlaubnis des Vortragen mitstenographiert und vom Londoner Herausgeber Robert Hardwicke als Heftchen zu einem Preis von vier Penny verkauft. Am 2. Dezember schickt Huxley die ersten drei Vorlesungsmitschriften an Darwin, der diese „mit Interesse“ liest.

- Ernst Haeckel verfasst eine meeresbiologische Monographie über Radiolarien.

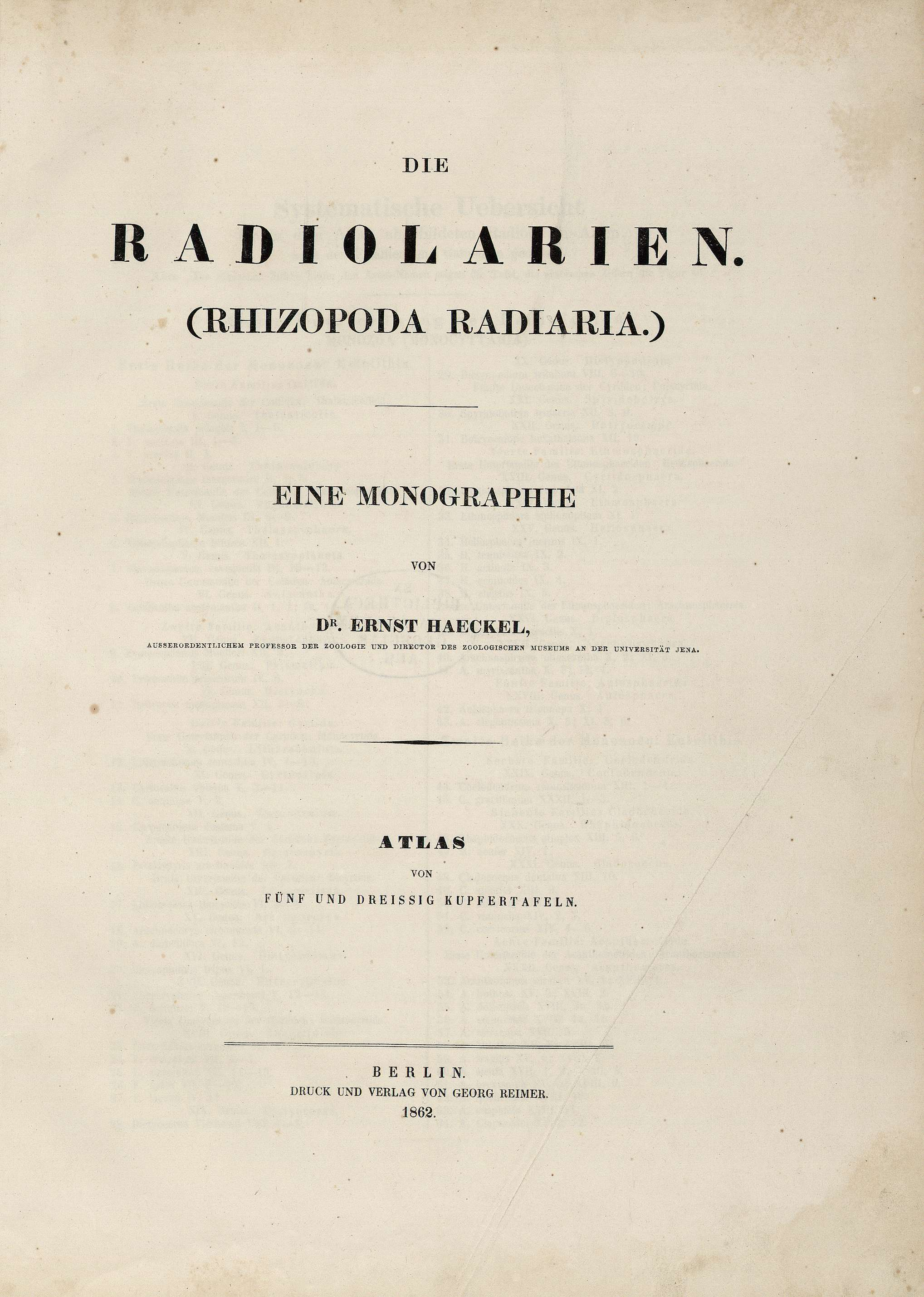
Die Radiolarien (Rhizopoda radiata)
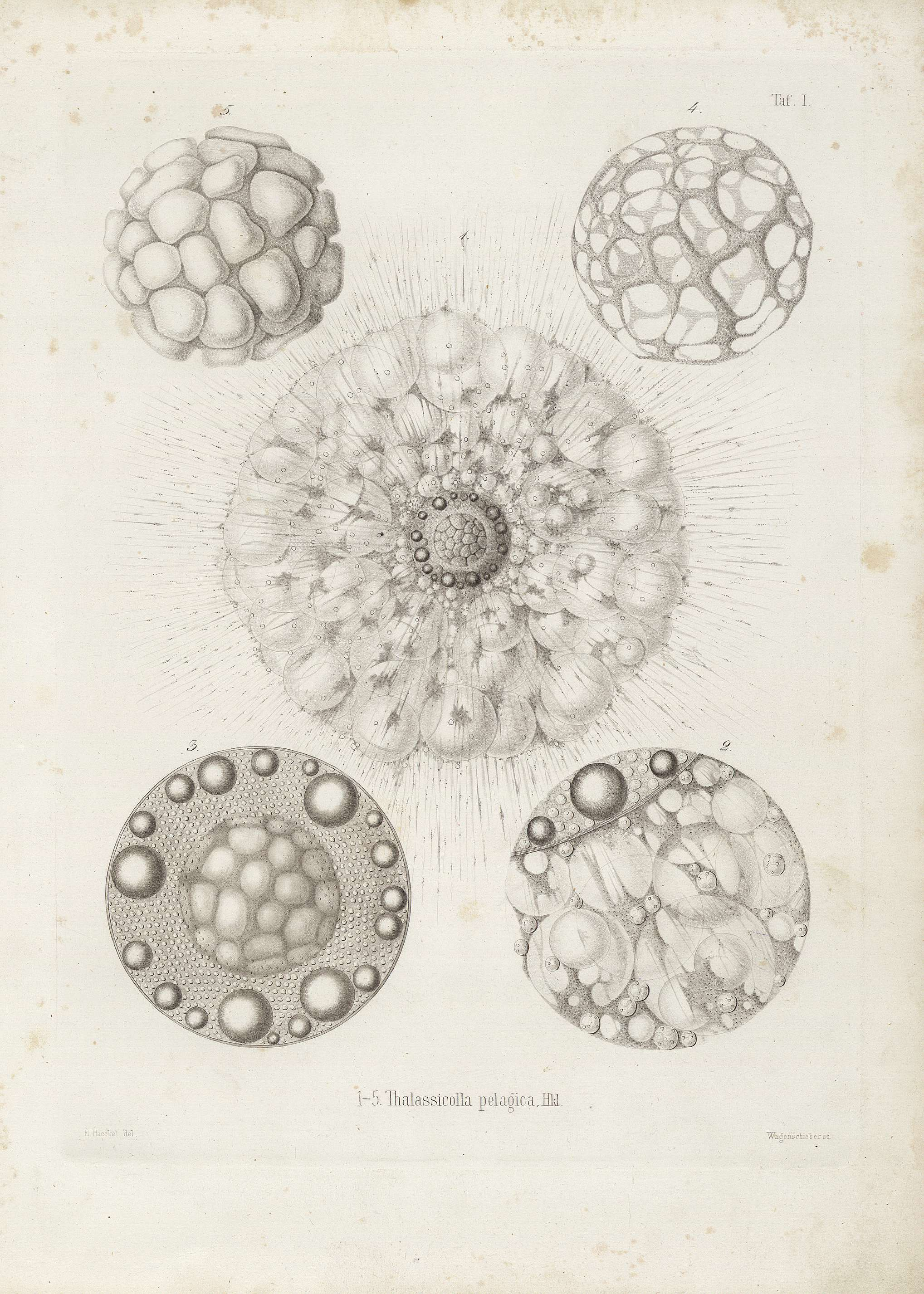
Radiolarien, Tafel 01
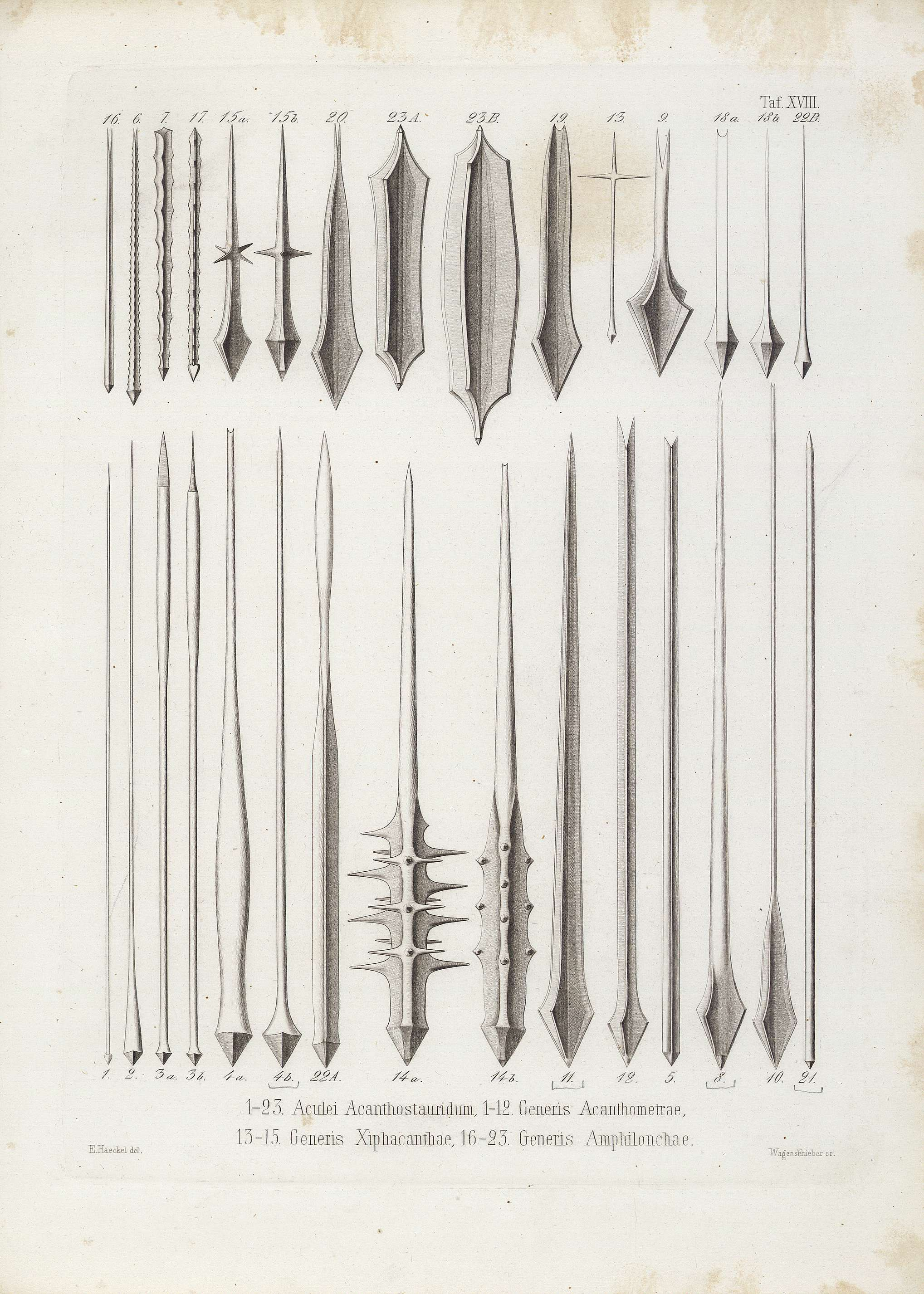
Radiolarien, Tafel 19
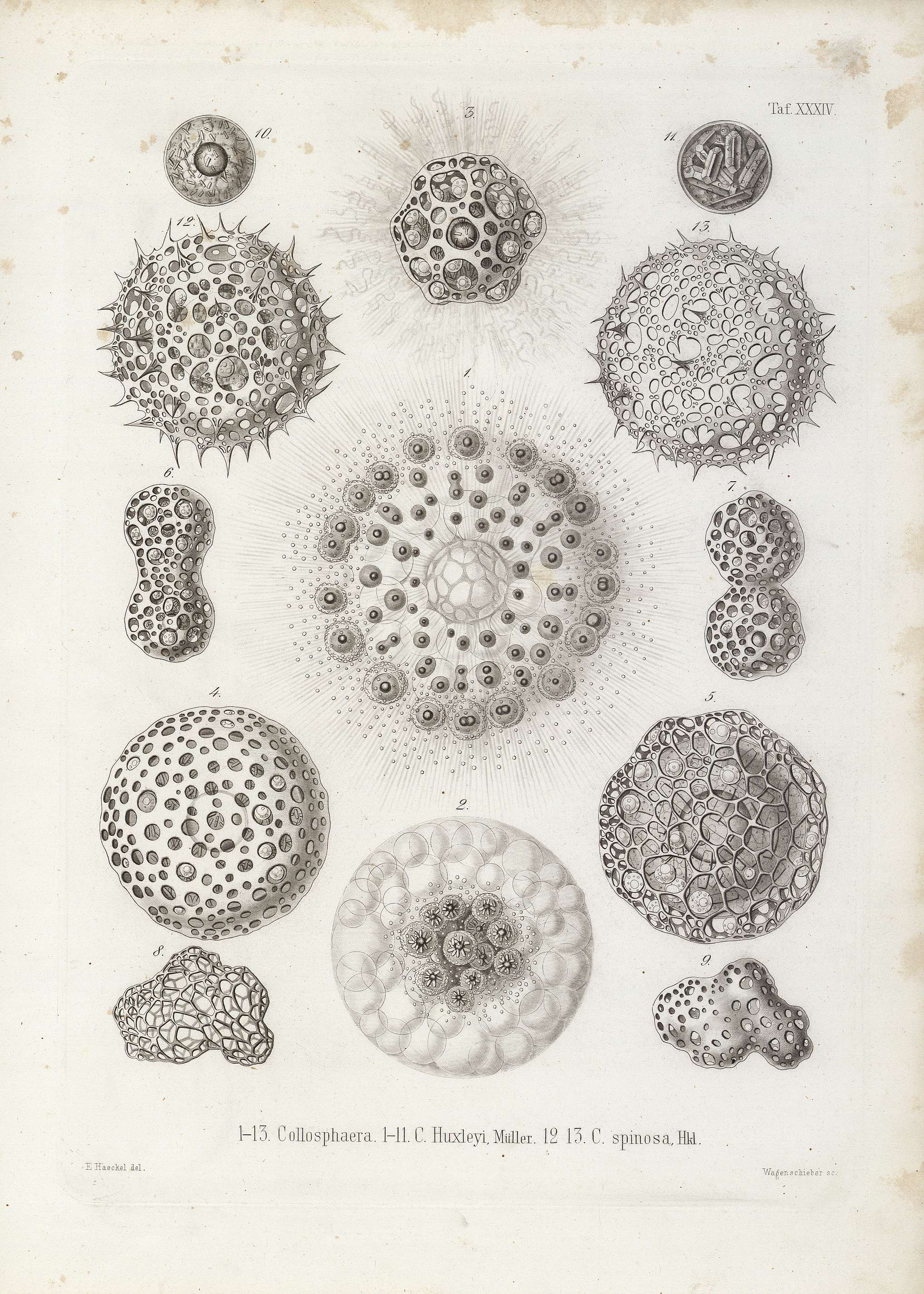
Radiolarien, Tafel 35

- Die Erstbeschreibung der Réunionweihe durch den französischen Ornithologen Jules Verreaux wird in Louis Maillards Notes sur l'Île de la Réunion (Bourbon) publiziert.
- Carl August Bolle, der zwischen 1852 und 1856 die Kanarischen Inseln und die Kapverden besucht hat, verfasst die Erstbeschreibung des Kanarenpiepers.
- Der deutsche Ornithologe Jean Louis Cabanis verfasst die Erstbeschreibung des Hoffmannspechts und des Rotkappenspechts.
- Der französische Physiker Jean-Baptiste Biot veröffentlicht kurz vor seinem Tod das Werk Études sur l'astronomie indienne et sur l'astronomie chinoise.

#### Reiseliteratur
- Im Bibliographischen Institut erscheint Das neueste Reisehandbuch für die Schweiz, der erste Band von Meyers Reisebüchern, herausgegeben von Joseph Meyer.
- In Petermanns Geographische Mitteilungen erscheint der Reisebericht von Karl Moritz von Beurmann über seine Reisen durch Afrika 1859/60.
- Theodor Fontane veröffentlicht den ersten Band der Wanderungen durch die Mark Brandenburg.

#### Sonstige Werke
- Januar: Karl Marx beginnt in London mit der Arbeit an einem umfangreichen ökonomischen Manuskript, das nach seinem Tod in dem Werk Theorien über den Mehrwert zusammengefasst wird.

- Karl Heinrich Ulrichs bezeichnet sich in Briefen an seine Verwandten erstmals als „Urning“.
- John Ruskin veröffentlicht das sozialkritische Werk Unto This Last.

### Religion
- 8. April: Mit der Enzyklika Amantissimus richtet sich Papst Pius IX. an die Bischöfe der östlichen Kirche und mahnt deren Einheit mit der katholischen Kirche ein.

### Weitere Ereignisse
- 1. Juli: Die Russische Staatsbibliothek wird als Moskaus erste gebührenfreie und öffentliche Bibliothek unter dem Namen Bibliothek des Öffentlichen Museums Moskaus und des Rumjanzew-Museums oder kurz Rumjanzew-Bibliothek im Paschkow-Haus begründet.

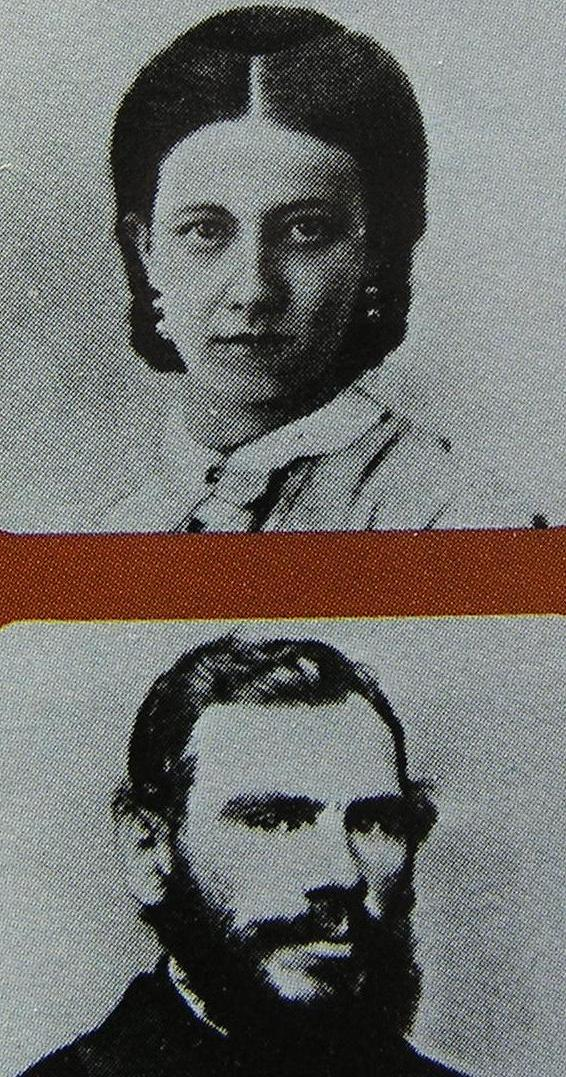
Sofia und Leo 1862

- 23. September: Lew Nikolajewitsch Tolstoi heiratet Sofja Andrejewna Behrs. Wenig später beginnt er mit dem Verfassen seines epischen Romans Krieg und Frieden.

- Samuel Clemens, der ursprünglich ins Nevada-Territorium gekommen ist, um nach Gold und Silber zu graben, beginnt als Reporter für den Territorial Enterprise in Virginia City zu arbeiten. Er berichtet aus den Saloons der Goldgräberstadt und bringt Klatschgeschichten, die manchmal hart an der Grenze zur Verleumdung liegen. Mit seinen gut ausgeschmückten Reportagen hat er Anteil an dem Mythos, der sich rund um den „Wilden Westen“ bildet.

## Geboren

### Januar bis März
- 08. Januar: Frank Nelson Doubleday, US-amerikanischer Verleger († 1934)
- 11. Januar: Max Mendheim, deutscher Schriftsteller, Lyriker, Redakteur und Kritiker († 1939)
- 21. Januar: Julius Levin, deutscher Mediziner, Schriftsteller und Geigenbauer jüdischer Abstammung († 1935)
- 21. Januar: Ewald Müller, deutscher Lehrer, Heimatdichter und Heimatforscher († 1932)
- 24. Januar: Edith Wharton, US-amerikanische Romanautorin († 1937)
- 26. Januar: Walter Paget, britischer Illustrator († 1935)

- 04. Februar: Édouard Estaunié, französischer Schriftsteller († 1942)
- 05. Februar: Oskar Herrfurth, deutscher Maler und Illustrator († 1934)
- 11. Februar: Josef Krempl, österreichischer Mundartdichter und Redakteur († 1914)
- 17. Februar: Eduard Bornhöhe, estnischer Schriftsteller († 1923)
- 17. Februar: Mori Ōgai, japanischer Arzt, Romanautor und Übersetzer († 1922)
- 18. Februar: Otto Jürgens, deutscher Archivar und Bibliothekar († 1929)
- 27. Februar: Sophie Gräfin Hartig, österreichische Schriftstellerin († 1937)
- 28. Februar: Rudolf Huch, deutscher Jurist und Schriftsteller († 1943)

- 03. März: Smbat Biurat, armenischer Schriftsteller († 1915)
- 04. März: Louise Cruppi, französische Schriftstellerin und Feministin († 1925)
- 04. März: Norman Gale, englischer Lyriker († 1942)
- 13. März: Wilhelm Weigand, deutscher Dichter und Schriftsteller († 1949)
- 14. März: Emil Beurmann, Schweizer Schriftsteller, Dichter, Zeichner und Maler († 1951)
- 16. März: Ruben Brainin, hebräischer und jiddischer Schriftsteller und Literaturkritiker in Russland († 1939)
- 23. März: Gabriela Preissová, tschechische Schriftstellerin und Dramaturgin († 1946)
- 26. März: Sophie Jansen, deutsche Schriftstellerin und Armenpflegerin († 1942)
- 30. März: Wilhelm Bode, deutscher Lehrer und Schriftsteller († 1922)

### April bis Juni
- 02. April: Nicholas Murray Butler, US-amerikanischer Philosoph und Publizist, Friedensnobelpreisträger († 1947)
- 04. April: Wilhelm Altmann, deutscher Musikhistoriker und Bibliothekar († 1951)
- 04. April: Max Crone, deutscher Theologe und Schriftsteller († 1939)
- 09. April: Teuvo Pakkala, finnischer Schriftsteller († 1925)
- 11. April: Richard Austin Freeman, britischer Kriminalschriftsteller († 1943)
- 24. April: Arthur Christopher Benson, britischer Essayist, Dichter und Schriftsteller († 1925)
- 26. April: Friedrich Austerlitz, österreichischer Journalist und Politiker († 1931)
- 29. April: Joseph Alexander Altsheler, US-amerikanischer Autor († 1919)

- 01. Mai: Marcel Prévost, französischer Romanautor und Dramatiker († 1941)
- 05. Mai: Max Elskamp, belgischer Dichter des Symbolismus († 1931)
- 10. Mai: Walter de Gruyter, deutscher Kaufmann und Verleger († 1923)
- 11. Mai: Jan Jakubec, tschechischer Historiker, Literaturhistoriker und Kritiker († 1936)
- 13. Mai: Janko Veselinović, serbischer Schriftsteller († 1905)
- 15. Mai: Arthur Schnitzler, österreichischer Erzähler und Dramatiker († 1931)
- 18. Mai: Josephus Daniels, US-amerikanischer Verleger und Politiker († 1948)
- 24. Mai: Samuel Löb Zitron, russischer jüdisch-zionistischer Schriftsteller († 1930)
- 27. Mai: John Kendrick Bangs, US-amerikanischer Schriftsteller, Humorist und Satiriker († 1922)
- 30. Mai: Franz Held, deutscher anarchistischer Dichter, Dramatiker und Prosaautor († 1908)
- 30. Mai: Eduard Heyck, deutscher Kulturhistoriker, Herausgeber, Schriftsteller und Dichter († 1941)

- 05. Juni: Hermann Keussen, deutscher Historiker, Autor und Archivar in Köln († 1943)
- 06. Juni: Adolf Frankl, österreichischer Schriftsteller und Lehrer († 1958)
- 12. Juni: Wilhelm Meyer-Förster, deutscher Schriftsteller († 1934)
- 15. Juni: Frantz Funck-Brentano, französischer Schriftsteller, Historiker und Theaterautor († 1947)
- 17. Juni: Franz Servaes, deutscher Journalist, Kritiker und Schriftsteller († 1947)
- 21. Juni: Johannes Schlaf, deutscher Dramatiker, Erzähler und Übersetzer († 1941)

### Juli bis September
- 08. Juli: Lina Sommer, pfälzische Mundartdichterin († 1932)
- 09. Juli: Konrad Alberti, deutscher Schriftsteller, Biograf, Literaturhistoriker und Chefredakteur der Berliner Morgenpost († 1918)

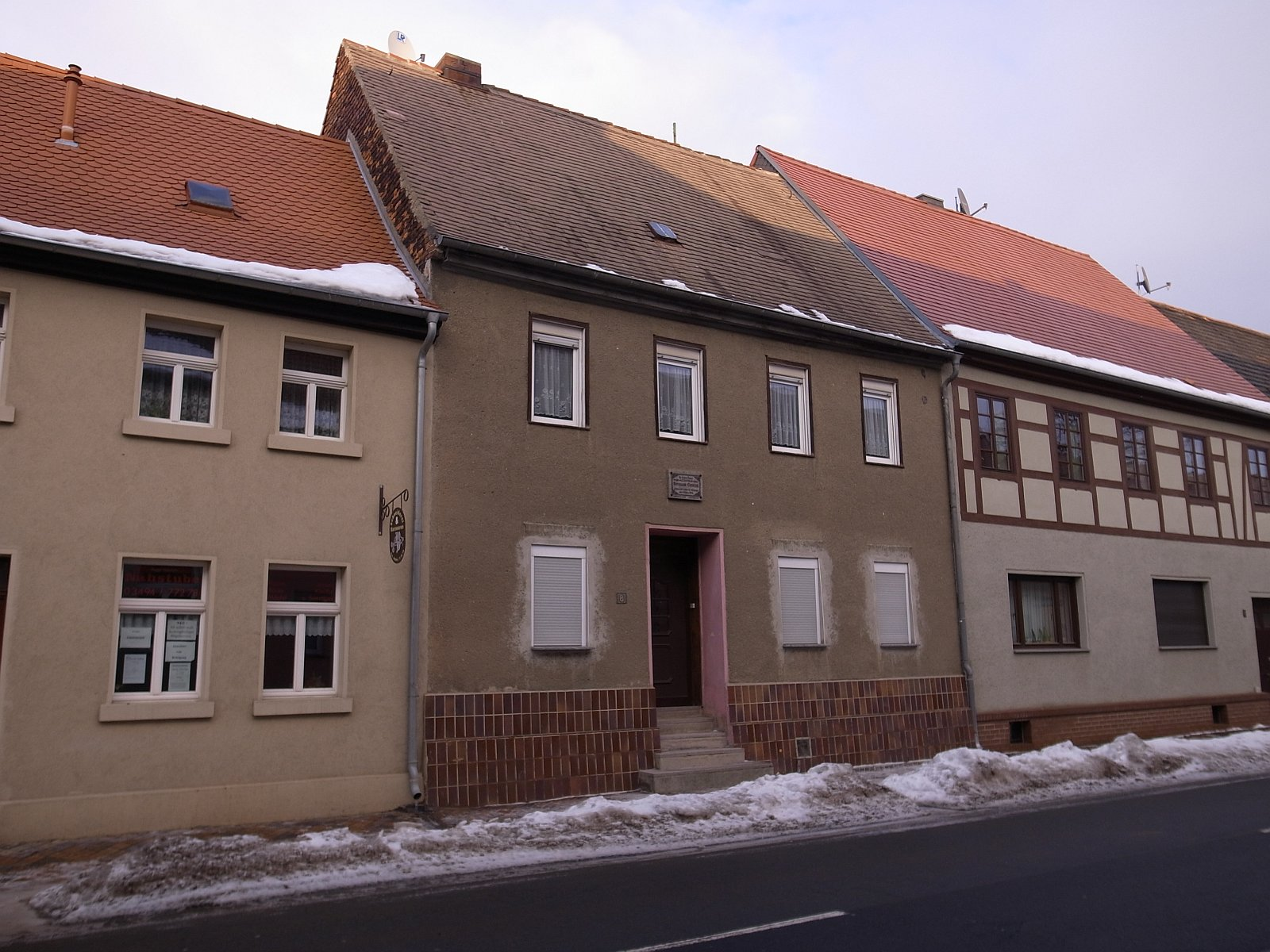
Geburtshaus Hermann Conradis in Jeßnitz

- 12. Juli: Hermann Conradi, deutscher Schriftsteller († 1890)
- 12. Juli/12. August: Richard Skowronnek, deutscher Journalist und Schriftsteller († 1932)
- 15. Juli: Ludwig Fulda, deutscher Germanist, Philosoph und Autor († 1939)
- 16. Juli: Ida B. Wells, US-amerikanische Journalistin, Bürger- und Frauenrechtlerin († 1931)
- 17. Juli: Oscar Levertin, schwedischer Schriftsteller († 1906)
- 23. Juli: Ernst Seraphim, deutsch-baltischer Historiker, Lehrer und Journalist († 1945)
- 31. Juli: Felicitas Rose, deutsche Schriftstellerin († 1938)

- 01. August: Montague Rhodes James, englischer Horror- und Fantasyautor († 1936)
- 02. August: Duncan Campbell Scott, kanadischer Lyriker und Erzähler († 1947)
- 07. August: Jakob Bosshart, Schweizer Schriftsteller († 1924)
- 19. August: Maurice Barrès, französischer Romancier, Journalist und Politiker († 1923)
- 23. August: Jan Kotrč, tschechischer Schachspieler, Schachkomponist und Publizist († 1943)
- 21. August: Emilio Salgari, italienischer Schriftsteller († 1911)
- 24. August: Constantin Nörrenberg, deutscher Bibliothekar und Germanist († 1937)
- 27. August: Arjeh Yehuda Wertheimer, deutsch-jüdischer Philosoph, Schriftsteller, Literaturkritiker und -agent († 1937)
- 29. August: Maurice Maeterlinck, belgischer Schriftsteller und Nobelpreisträger († 1949)

- 02. September: Alphons Diepenbrock, niederländischer Schriftsteller, Komponist und Altphilologe († 1921)
- 02. September: Ernst Hamann, deutscher Pädagoge und Heimatdichter († 1952)
- 05. September: August Sperl, deutscher Archivar, Historiker und Schriftsteller († 1926)
- 06. September: Sergei Alexandrowitsch Nilus, russischer religiöser und antisemitischer Schriftsteller († 1929)
- 07. September: Ernst von Dombrowski, böhmischer Jäger und Schriftsteller († 1917)
- 11. September: William Sydney Porter, US-amerikanischer Schriftsteller († 1910)
- 16. September: Victor Laverrenz, deutscher Buchhändler, Verleger und Schriftsteller († 1910)
- 19. September: Augustin Wibbelt, niederdeutscher Autor und Theologe († 1947)
- 24. September: Leonard Leslie Brooke, britischer Zeichner, Maler und Autor († 1940)
- 25. September: Max Dreyer, deutscher Schriftsteller und Dramatiker († 1946)
- 28. September: Violet Hunt, britische Schriftstellerin († 1942)

### Oktober bis Dezember
- 04. Oktober: Edward Stratemeyer, US-amerikanischer Publizist und Kinderbuchschriftsteller († 1930)
- 07. Oktober: Otto Ernst, deutscher Schriftsteller († 1926)
- 10. Oktober: Henni Lehmann, deutsche Künstlerin und Autorin († 1937)
- 10. Oktober: Ada Leverson, britische Schriftstellerin († 1933)
- 12. Oktober: Ferdinand Pfohl, deutscher Musikkritiker, Schriftsteller und Komponist († 1949)
- 13. Oktober: Mary Kingsley, englische Ethnologin und Reiseschriftstellerin († 1900)
- 17. Oktober: Konrad Nies, deutsch-US-amerikanischer Dichter, Schauspieler und Lehrer († 1922)
- 23. Oktober: Léon Durocher, französischer Chansonnier, Schriftsteller, Journalist und bretonischer Barde († 1918)
- 27. Oktober: Lita zu Putlitz, deutsche Schriftstellerin († 1935)
- 27. Oktober: Hubert Gordon Schauer, deutsch-tschechischer Publizist und Literaturkritiker († 1892)
- 30. Oktober: Anton Funtek, slowenischer Schriftsteller († 1932)

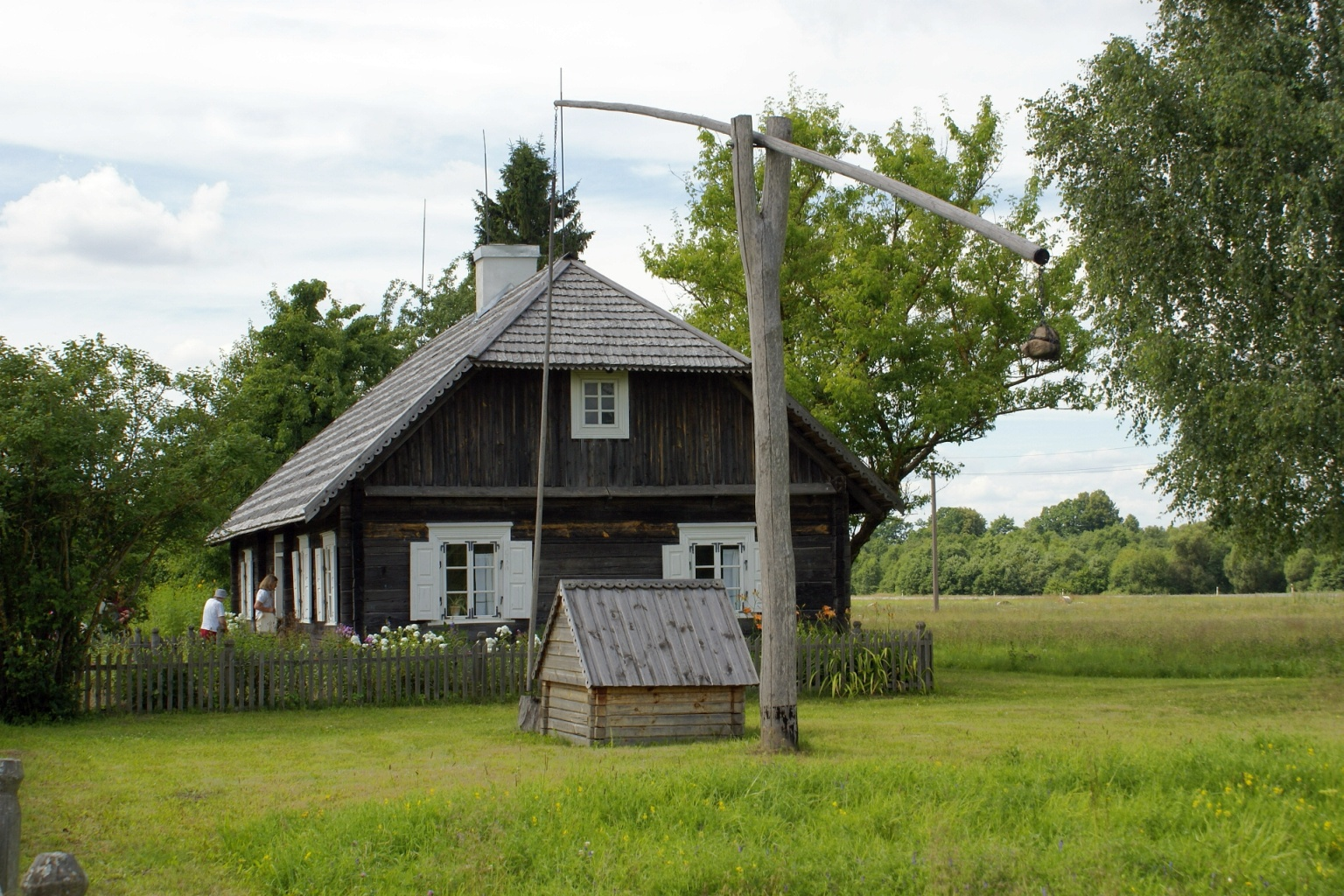
Geburtshaus von Maironis (Jonas Mačiulis)

- 02. November: Jonas Mačiulis, litauischer Nationaldichter († 1932)
- 04. November: Eden Phillpotts, britischer Schriftsteller († 1960)
- 15. November: Adolf Bartels, deutscher Schriftsteller und Literaturhistoriker († 1945)

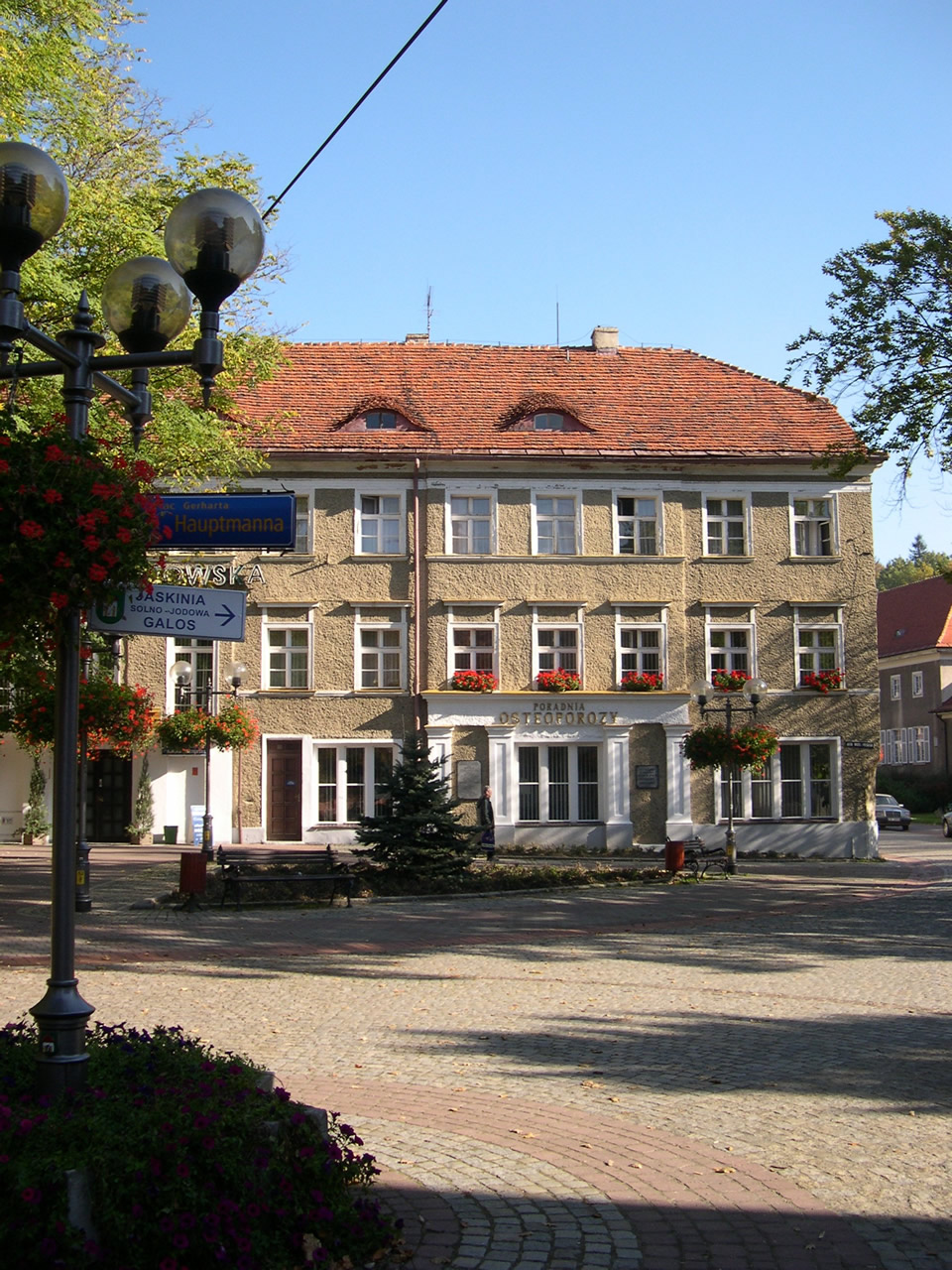
Hauptmanns Geburtshaus in Szczawno Zdrój

- 15. November: Gerhart Hauptmann, deutscher Schriftsteller des Naturalismus († 1946)
- 16. November: Jacques Rouché, französischer Herausgeber und Operndirektor († 1957)
- 19. November: Alfred Oehlke, deutscher Journalist und Zeitungsverleger († 1932)
- 20. November: Georges Palante, französischer Philosoph, Anarchist und Autor († 1925)
- 23. November: Friedrich Thieme, deutscher Journalist und Schriftsteller († 1945)
- 26. November: Hans Gabriel Jentzsch, deutscher Grafiker, Illustrator, Karikaturist († 1930)

- 03. Dezember: Karl Trotsche, deutscher Landwirt und Schriftsteller († 1920)
- 05. Dezember: Oswald Bergener, deutscher Schriftsteller († 1945)
- 06. Dezember: Paul Adam, französischer Schriftsteller († 1920)
- 08. Dezember: Georges Feydeau, französischer Dramatiker († 1921)
- 16. Dezember: John Fox junior, US-amerikanischer Journalist und Autor von Romanen und Kurzgeschichten († 1919)
- 21. Dezember: Ernst von Eisenhart-Rothe, deutscher General und Militärschriftsteller († 1947)
- 26. Dezember: Karl Eduard Sööt, estnischer Lyriker († 1950)
- 28. Dezember: Morris Rosenfeld, US-amerikanischer Lyriker († 1923)
- 30. Dezember: Josef Ditzen, deutscher Zeitungsverleger († 1931)
- 31. Dezember: Paula Dehmel, deutsche Dichterin und Schriftstellerin († 1918)

### Genaues Geburtsdatum unbekannt
- William Gordon Burn-Murdoch, schottischer Maler, Lithograph, Bildhauer und Reiseschriftsteller († 1939)
- Is'hoqxon Ibrat, usbekischer Schriftsteller († um 1937)
- Diran Kelekian, türkischer Journalist und Gelehrter († 1915)
- Edhem Mulabdić, bosnischer Schriftsteller († 1954)
- Mary Proctor, US-amerikanische Astronomin und Schriftstellerin († 1957)

## Gestorben

### Januar bis April
- 4. Januar: Josef Messner, böhmischer Schriftsteller und Dichter (* 1822)

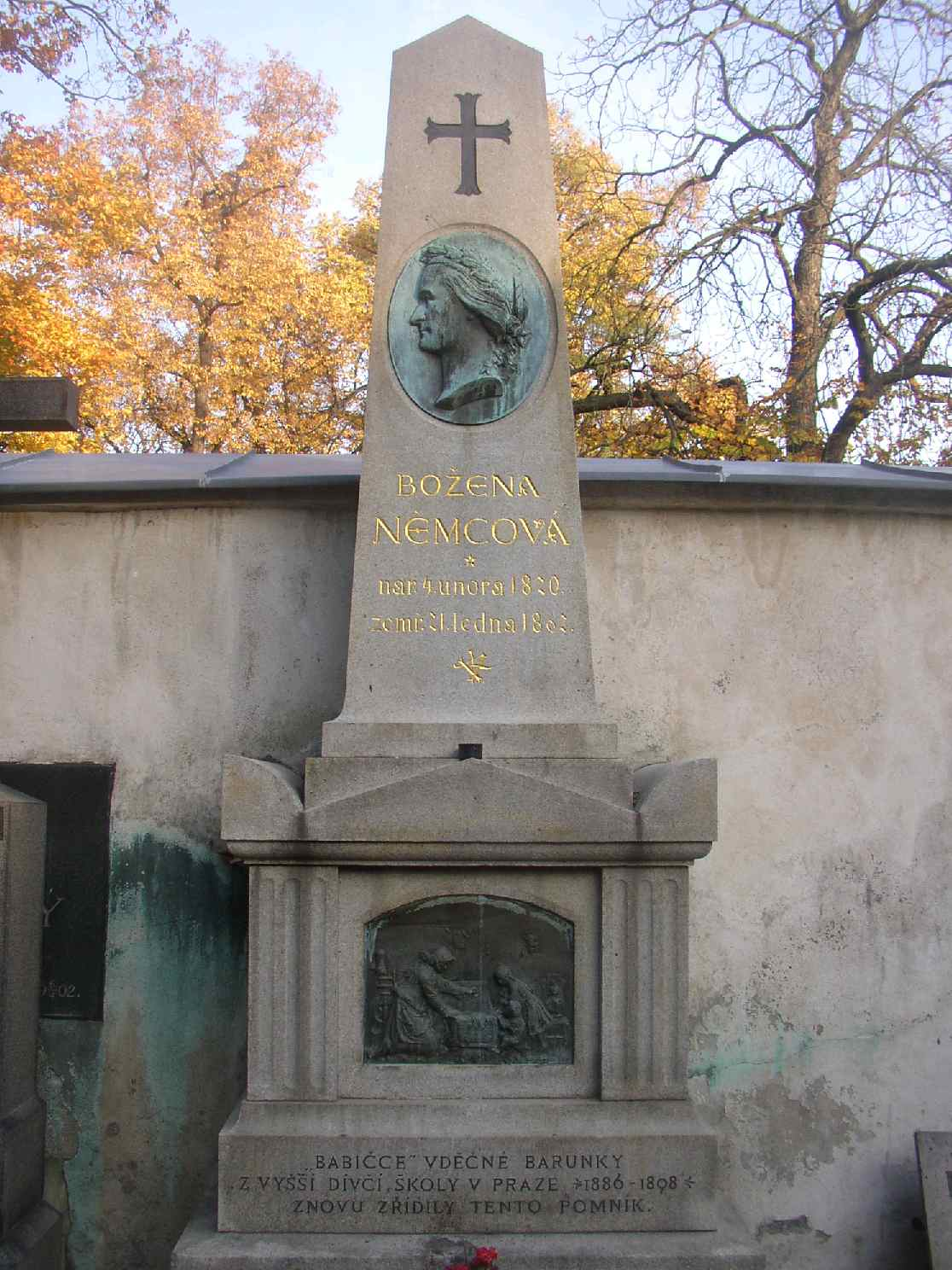
Němcovás Grab auf dem Ehrenfriedhof Slavín in der Nähe der Burg Vyšehrad

- 21. Januar: Božena Němcová, böhmisch-tschechische Schriftstellerin (* 1820)
- 24. Januar: Heinrich von Levitschnigg, österreichischer Schriftsteller und Journalist (* 1810)
- 29. Januar: Johann Baptist Friedreich, deutscher Mediziner und Dichter (* 1796)

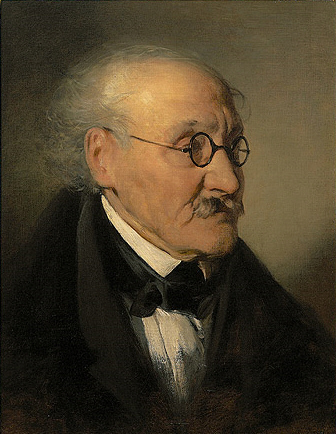
Ignaz Franz Castelli

- 5. Februar: Ignaz Franz Castelli, österreichischer Dichter und Dramatiker (* 1781)
- 7. Februar: Francisco Martínez de la Rosa, spanischer Dichter, Dramenautor, Politiker, Diplomat und Regierungspräsident Spaniens (* 1787)
- 11. Februar: Elizabeth Eleanor Siddal, britische Malerin und Dichterin (* 1829)
- 13. Februar: Leopold Schefer, deutscher Dichter und Komponist (* 1784)
- 13. Februar: Amalie Struve, deutsche radikaldemokratische Revolutionärin der Märzrevolution, Frauenrechtlerin und Schriftstellerin (* 1824)
- 20. Februar: Francisco Balagtas, philippinischer Poet, Schriftsteller und einer der bedeutendsten Autoren des Tagalog (* 1788)
- 21. Februar: Justinus Kerner, deutscher Schriftsteller und Arzt (* 1786)
- 21. Februar: Johann Gottfried Kumpf, österreichischer Arzt und Publizist (* 1781)
- 24. Februar: Franz Jakob Clemens, deutscher Philosoph und Schriftsteller (* 1815)
- 24. Februar: Bernhard Severin Ingemann, dänischer Schriftsteller (* 1789)
- 26. Februar: Cornelius Conway Felton, US-amerikanischer Literaturwissenschaftler (* 1807)

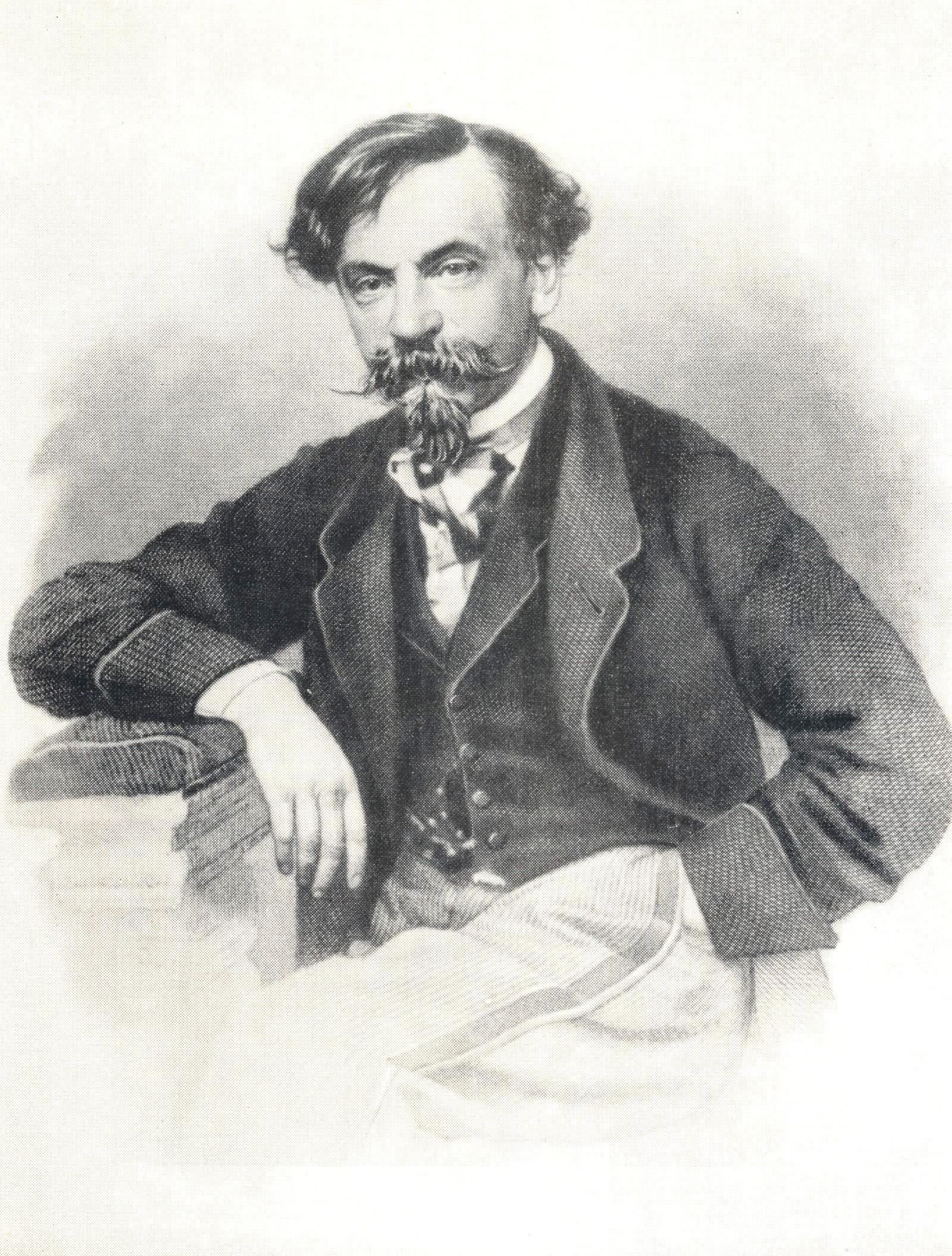
Iwan Iwanowitsch Panajew

- 2. März: Iwan Iwanowitsch Panajew, russischer Schriftsteller, Journalist, Literaturkritiker und Herausgeber (* 1812)
- 8. März: Ferdinand von Biedenfeld, deutscher Dichter, Dramatur und Publizist (* 1788)
- 12. März: Gustave Vaëz, belgischer Dramatiker, Librettist und Übersetzer (* 1812)
- 16. März: Joseph Christian von Zedlitz, österreichischer Offizier und Dichter (* 1790)

- 4. April: Harmen Sytses Sytstra, westfriesischer Dichter (* 1817)
- 6. April: Fitz-James O’Brien, irischer Schriftsteller (* 1828)
- 17. April: Theodor von Hallberg-Broich, deutscher Schriftsteller und Forschungsreisender (* 1768)
- 28. April: Wilhelm Nienstädt, preußischer Prinzenerzieher und Schriftsteller (* 1784)

### Mai bis August
- 6. Mai: Henry David Thoreau, US-amerikanischer Schriftsteller und Philosoph (* 1817)
- 11. Mai: Niels Matthias Petersen, dänischer Sprachwissenschaftler, Literaturwissenschaftler und Historiker (* 1791)
- 14. Mai: Joseph Brodtmann, Schweizer und deutscher Zeichner, Graphiker, Lithograph, Publizist und Buchhändler (* 1787)
- 16. Mai: Aurelio Bianchi-Giovini, italienischer Historiker und Journalist (* 1799)
- 25. Mai: Johann Nestroy, österreichischer Dramatiker und Satiriker (* 1801)
- 28. Mai: Lew Alexandrowitsch Mei, russischer Dichter (* 1822)
- 30. Mai: Jan Gerrit Hulleman, niederländischer Literaturwissenschaftler (* 1815)

- 10. Juni: Franz Wilhelm August Göler von Ravensburg, badischer Offizier und Militärschriftsteller (* 1809)

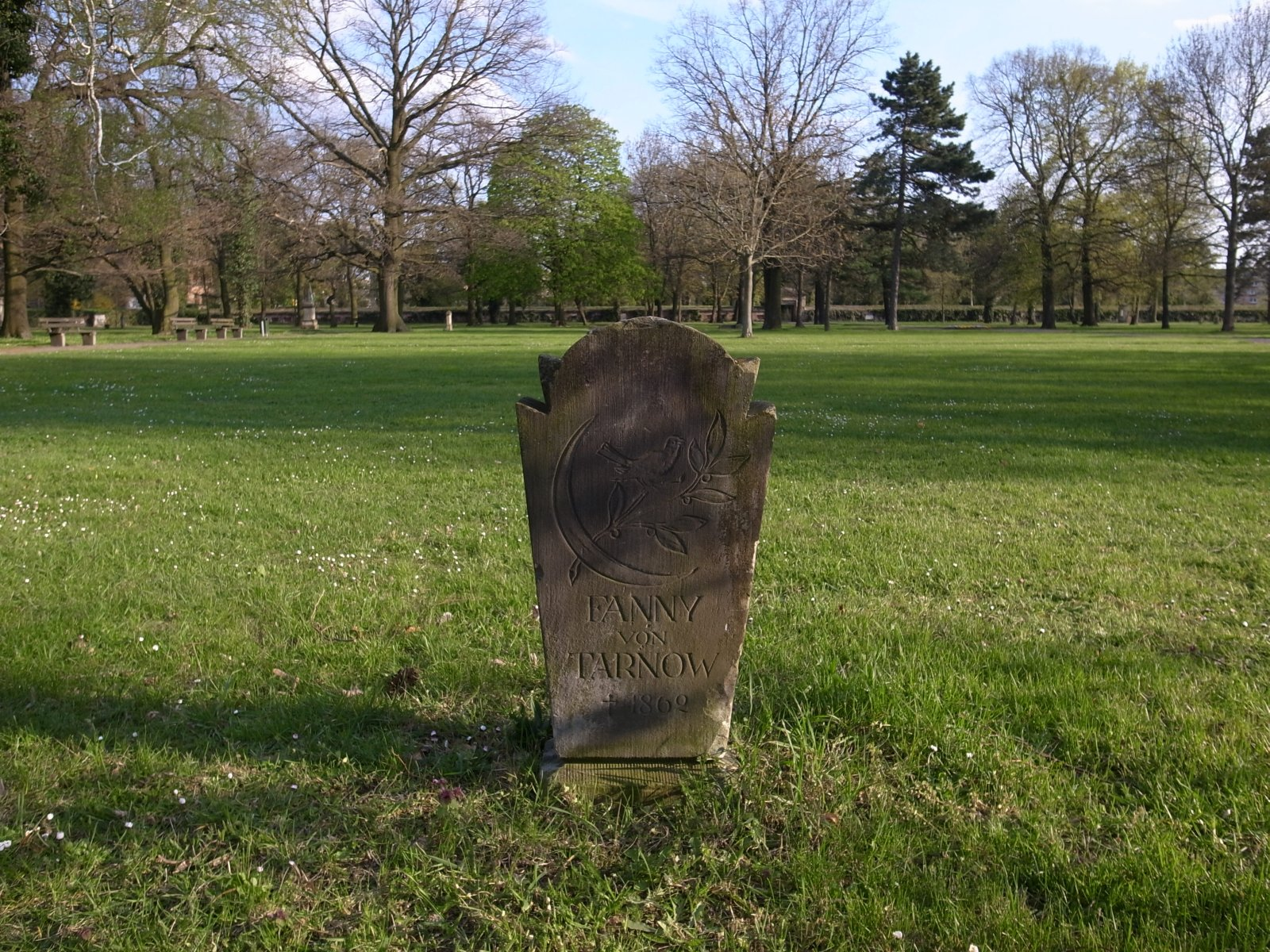
Ruhestätte von Fanny von Tarnow, (Neuer Begräbnisplatz in Dessau)

- 20. Juni: Fanny Tarnow, deutsche Schriftstellerin (* 1779)
- 15. Juli: Henriette Hanke, deutsche Schriftstellerin der Spätromantik (* 1785)

- 20. August: Ernst Guhl, deutscher Radierer, Kunstschriftsteller und Hochschullehrer (* 1819)
- 20. August: Nikolaus Heinrich Julius, deutscher Arzt und Schriftsteller (* 1783)
- 21. August: Carl Heymann, deutsch-jüdischer Verleger (* 1793)
- 23. August: Julius Hammer, deutscher Dichter und Schriftsteller, Mitbegründer der Deutschen Schillerstiftung (* 1810)
- 27. August: Thomas Jefferson Hogg, britischer Jurist und Schriftsteller (* 1792)

### September bis Dezember
- 15. September: Władysław Syrokomla, polnisch-litauischer Adliger, Übersetzer und Dichter polnischer Sprache im Russischen Reich (* 1823)
- 24. September: Anton Martin Slomšek, slowenischer Geistlicher, Schriftsteller und Dichter (* 1800)

- 6. Oktober: Francisco Acuña de Figueroa, uruguayischer Schriftsteller (* 1791)
- 7. November: Bahadur Shah II., letzter indischer Großmogul und Dichter in der Sprache Urdu (* 1775)
- 12. November: Christian Gottlob Barth, deutscher evangelischer Pfarrer, Pietist, Schriftsteller und Verleger (* 1799)

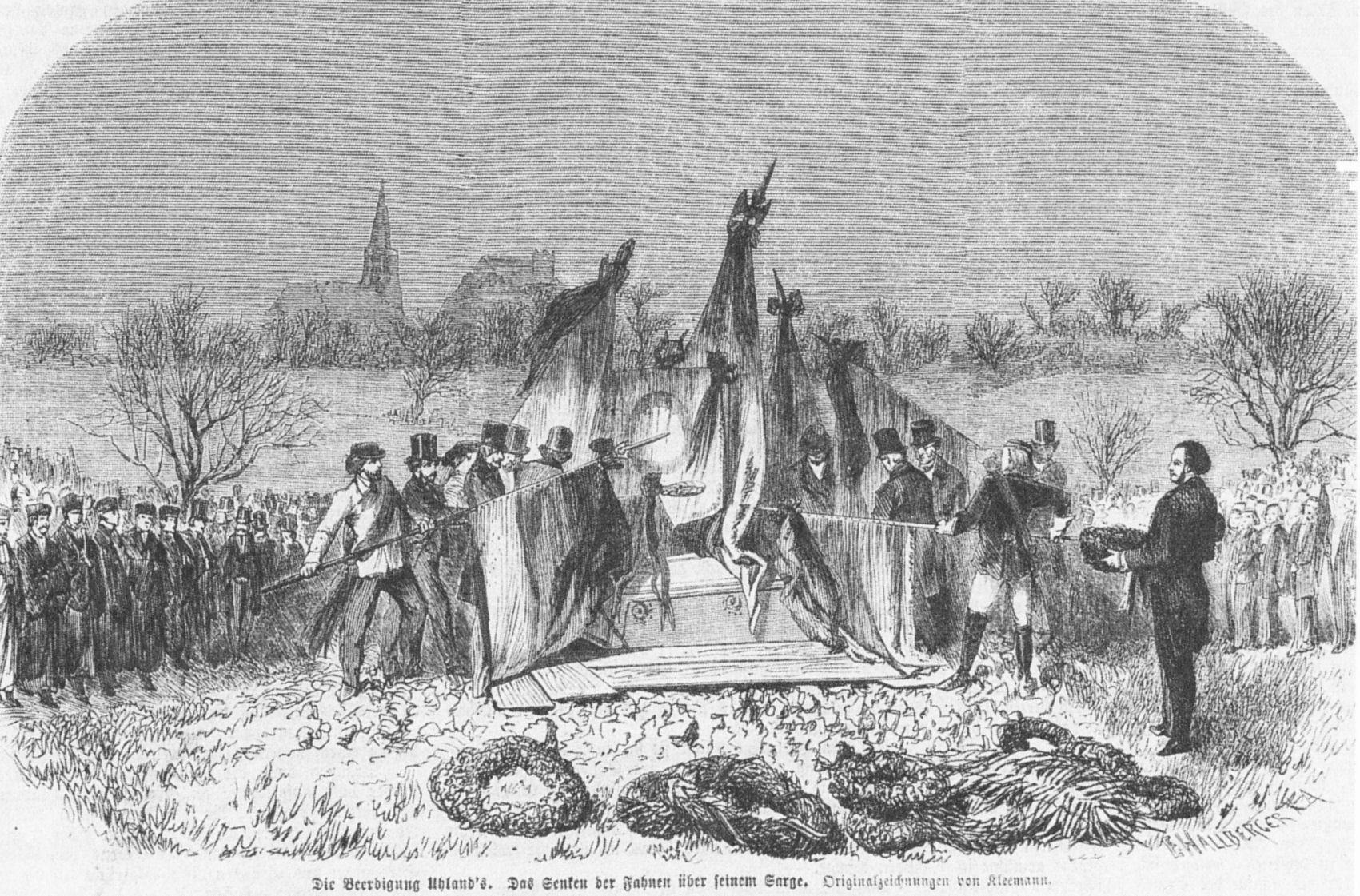
Beerdigung Ludwig Uhlands auf dem Tübinger Stadtfriedhof

- 13. November: Ludwig Uhland, deutscher Jurist, Dichter und Politiker (* 1787)
- 15. November: Johann Karl Christoph Vogel, deutscher Theologe, Pädagoge und Lexikograf (* 1795)
- 30. November: James Sheridan Knowles, irischer Schauspieler und dramatischer Dichter (* 1784)

- 1. Dezember: Agustín Durán, spanischer Literaturwissenschaftler (* 1789)
- 13. Dezember: Heinrich Döring, deutscher Schriftsteller, Übersetzer, Theologe und Mineraloge (* 1789)
- 16. Dezember: Ewald Rudolf Stier, deutscher lutherischer Theologe und Kirchenlieddichter (* 1800)
- 25. Dezember: Adolph Kullak, deutscher Pianist und Musikschriftsteller (* 1823)

### Genaues Todesdatum unbekannt
- Bonaventura Carles Aribau, katalanischer Schriftsteller, Poet und Wirtschaftsgelehrter (* 1798)